# SH-08B
docomo STYLE series SH-08B（ドコモ スタイル シリーズ エスエイチ ゼロ はち ビー）は、シャープが開発した、NTTドコモの第三世代携帯電話（FOMA）端末、docomo STYLE seriesの一つである。

## 概要
SH-05Aの事実上の後継機種でファッションブランド「EMILIO PUCCI（エミリオ・プッチ）」とのコラボレーションモデル。背面は奥行き感のあるグラデーションを施し、メインディスプレイ下にはブランドロゴが、裏面の電池カバー部分には、EMILIO PUCCIのサインを配している。また内蔵コンテンツにも「EMILIO PUCCI」のテイストが取り入れられており、各ボディカラーごとに最適化された内蔵コンテンツを初期状態でセットするなど、ボディカラーごとの世界観の表現にこだわった。コンテンツのデザインは、EMILIO PUCCIとのビデオアートなどのコラボレーションで実績があるフェリーチェ・リモザーニが担当した。
4色のラインナップのうち、Moonlight Silverは数量限定（限定30,000台）のスペシャルモデル。こちらは、2010年5月26日より発売前日の6月3日までの間、全国のドコモショップにて事前予約での販売となった。背面にEMILIO PUCCIの代表的なVIVARA（ヴィヴァラ）柄をモチーフとしたデザインが施され、裏面の電池カバー部分にもEMILIO PUCCIのマークが入っている。また個装箱は、EMILIO PUCCIのブランドロゴをあしらった光沢感のあるパールホワイトの専用パッケージを採用したほか、限定特典として、楕円形をモチーフにデザインされたmicroSD／microSDHCカードリーダ・ライター「プッチ オーバルリング」を同梱している。
薄さ14.4mmのフラットデザインを採用した折りたたみ式のコンパクトボディに、メインディスプレイには、3.2インチフルワイドVGA液晶を搭載し、水濡れや粉塵を気にせずに使える防水・防塵仕様となっているため、雨の中での通話やメール、アウトドアでのカメラ撮影、入浴中のワンセグ視聴、GPS機能の活用など、豊富な機能が活躍するシーンが広がる。防水性能はIPX5/IPX7、防塵性能はIP5Xに準拠。
本体には、幅広い機能やアプリケーションに対応し、傾きを感知して画面の縦横表示を切り替える等の操作を可能にするモーションコントロールセンサーを搭載。縦横に傾けるだけでワンセグ視聴時は縦横好みの画面で視聴できたり、iモーション再生時には、横に向けると自動で全画面表示に切り替えて再生できる。

## 機能

### カメラ
メインカメラには、800万画素CCDカメラを搭載している。カメラ機能として、撮影環境や被写体に合わせて最適な撮影モードを自動的に判別して切り替える「シーン自動認識」はもちろん、最大10人までよく撮影する顔を登録しておくと撮影時に顔認識を行い、優先的にピントを合わせて撮影できる「個人検出」は、個人検出を行って撮影した画像には名前情報も一緒に保存でき、表示させたい名前を検索すれば、その人が写った写真だけを素早く表示できる「個人アルバム」の機能が追加されている。また付加機能として、電車の時刻表や会議のホワイトボードなどを斜めに撮影した時の傾きや歪み、白い背景の文字画像を読みやすいように補正して、撮影画像をメモとして利用できる「ショットメモ」、カメラで漢字や英単語を読み取り、その読みや意味を調べられる「ラクラク瞬漢/瞬英ルーペ」を搭載。
動画撮影は、フルワイドVGA動画の撮影容量の制約が5M（SH-02B）から10Mに拡大。モーションセンサーが縦横を感知して、ファインダーが全画面表示に切り替わる。
テレビ電話や自分撮りに便利な43万画素の内側カメラは、起動中に電話帳キーを押すと1秒のセルフタイマーが設定できるほか、数字キー「6」か端末を開いた状態でのサイドキーの長押しで「ハンドミラー」が起動。カメラ撮影のガイドメニューのない画面で手鏡のように使える。

### アルデンテタイマー
タイマー機能は、モーションコントロールセンサーの搭載により、端末を閉じた状態で振るだけで時間設定などが簡単にできる。初期設定は5分で、タイマー起動後に振ると1分単位で時間設定ができる。設定した約2分前と約1分前に音声で知らせるので、パスタのアルデンテ仕上げに重宝する。また事前にサイドキー設定をしておけば、端末を閉じた状態でのタイマー起動も可能。防水仕様なので濡れた手でも使用できる。

### その他機能
メール機能は、画面を上下2分割して、受信メールを表示させながら返信メールが作成できる「メール参照返信」、入力したテキストメールを簡単にデコメールに変換したり、内蔵フォントでメールを画像化できる「メールアシスト」を搭載。
着信音を鳴らしたり、着信ランプを点滅させたりして、電話の着信や通話を装うことができる「見せかけコール」を搭載。通話のフリができるので、夜道での一人歩き時の防犯対策にも役立つ。
予めONに設定しておけば、マナーモードにし忘れていても本体を裏返すだけで一時的に着信音やアラーム音、タイマー音、バイブレーターを素早く止めることができる「モーションサイレント」を搭載。
目覚ましなどのアラームを止めた時に事前登録しておいたその日の予定があれば、スケジュールを自動起動する「アラーム連動スケジュール」を搭載。
内蔵iアプリには、全国2,300以上のゴルフ場を網羅し、グラフィカルなコースにユーザーの現在位置をGPSで取得して、ハザードやグリーンまでの距離を表示することができるゴルフナビアプリ「Shot Navi Advance Lite for SH」体験版や撮影した写真にフレームを組み合わせてオリジナルのきせかえツールが作成できる「Myきせかえクリエーター for SH」をプリインストール。
| 主な対応サービス                   | 主な対応サービス                                                    | 主な対応サービス                       | 主な対応サービス                                 |
| ---------------------------------- | ------------------------------------------------------------------- | -------------------------------------- | ------------------------------------------------ |
| タッチパネル                       | FOMAハイスピード7.2Mbps(受信)                                       | Bluetooth                              | DCMX／おサイフケータイ                           |
| iアプリオンライン／地図アプリ      | 直感ゲーム／メガiアプリ                                             | iウィジェット                          | マチキャラ／iコンシェル（※）                     |
| ホームU／ポケットU                 | GPS／オートGPS／ケータイお探し                                      | デコメール／デコメ絵文字／デコメアニメ | iチャネル                                        |
| 着もじ                             | テレビ電話／キャラ電                                                | ケータイデータお預かりサービス         | フルブラウザ                                     |
| おまかせロック／バイオ認証         | 外部メモリーへiモードコンテンツ移行／ユーザーデータ一括バックアップ | トルカ                                 | iC通信／iCお引越しサービス                       |
| きせかえツール／ダイレクトメニュー | バーコードリーダ／名刺リーダ                                        | 2in1                                   | エリアメール／ソフトウェアーアップデート自動更新 |
| GSM／3Gローミング（WORLD WING）    | 着うたフル／うた・ホーダイ                                          | Music&Videoチャネル／ビデオクリップ    | デジタルオーディオプレーヤー(AAC)(WMA)           |

※オートGPS対応

### ワンセグ機能
- EPG（録画予約も可）
- 外部メモリ（microSD）への録画
- 字幕放送
- マルチウィンドウ
- 同社液晶テレビ「AQUOS」にも採用されている、映像をより鮮やかに再現する「SV (Super Vivid) エンジン」

## プリインストールiアプリ
- 99のなみだモバイル（体験版）
- ズーキーパーDX スコアアタック（体験版）
- pop'n music（体験版）
- shokufit
- i Bodymo（iボディモ）アプリ
- KARADA TUNE
- Shot Navi Advance Lite for SH
- Myきせかえクリエイター for SH
- DCMXクレジットアプリ
- iD設定アプリ
- モバイルGoogleマップ
- ブックビューア コミック体験!
- コミック/小説ビューア
- ドコモwebメール
- ネット辞典
- Gガイド番組表リモコン
- モバイルSuica登録用iアプリ
- いっしょにデコ
- iアバターメーカー
- マクドナルドトクするアプリ
- 地図アプリ
- iアプリバンキング
- 楽オク☆アプリ
- SH-MODE INFO
- お天気予報ウィジェット
- Start! iウィジェット
- ROID ウィジェット2
- 株価アプリ
- iWウォッチ
- かざす請求書
- ドコモ料金案内
- FOMA通信環境確認アプリ
- ヨドバシゴールドポイントカード
- ビックポイント機能付きケータイ
- モバイルAMCアプリ

上記のアプリの他、ドコモマーケットなどから、様々なアプリケーションをダウンロードし利用することが可能となる。